# Дежнёво (Чукотский автономный округ)
Дежнёво — заброшенное чукотское поселение на западном побережье Чукотского полуострова, расположенное на юге перешейка, соединяющего Дежнёвский массив с материком в пределах Чукотского района Чукотского автономного округа России.

## Топоним
Название в переводе с чук. Кэӈисӄун — «находящийся в изгибе», эским. Каӈисӄаӄ — «вершина бухты», от каӈиӄ «бухта»).

## История
Основано как фактория Северо-Восточного Сибирского общества в конце 1902 в. Спасаясь от голода и эпидемий, сюда постепенно стали переселяться чукчи из селений Валкатльан, Тунитлен, Ылэймин. В 1931 году в Дежнёво в 15 ярангах проживало 98 человек, из которых 38 — дети.
В 1932 году в посёлке было организовано товарищество «Красная звезда», которое в 1951 году объединяется с колхозом «Красная заря», после чего жителей Дежнёва переселили в Уэлен.

## Культурное наследие
В посёлке проживали косторезы — мастера создания сюжетных рисунков на цельных моржовых клыках. Работы умельцев «дежнёвской школы» признаны самыми высокохудожественными чукотскими гравюрами XX века. Коллекция из этих произведений в настоящее время хранится в Дальневосточном художественном музее.